# Джамоат Талбака Садріддінова
Джамоат Талбака Садріддінова (тадж. Ҷамоати Талбак Садриддинов) — джамоат у складі Шахрітуського району Хатлонської області Таджикистану.
Адміністративний центр — село Лолазор.
До 2016 року джамоат називався Саййодським.
Населення — 16960 осіб (2017; 15858 в 2015, 15530 в 2002).
До складу джамоату входять 8 сіл:
| Населений пункт | Стара назва        | Населення, осіб (2017) |
| --------------- | ------------------ | ---------------------- |
| Бахорістон      | Кизил-Аскар        | 1228                   |
| Гулістон        | -                  | 738                    |
| Лолазор         | -                  | 4693                   |
| Лочина Нурова   | Ленінйол           | 1917                   |
| Саййод          | Саят               | 4688                   |
| Ходжа-Дурбад    | -                  | 1204                   |
| Чуянчі          | -                  | 1921                   |
| Шарк            | уч.№3 свх.Гагаріна | 571                    |